# Lamar Hunt U.S. Open Cup de 2015
A Lamar Hunt U.S. Open Cup de 2015 foi a centésima-segunda edição do torneio futebolístico mais antigo nos Estados Unidos.
A competição contou com 91 equipes de 9 divisões distintas, o Kansas City foi o campeão vencendo nos pênaltis a final contra o Philadelphia Union.

## Participantes
| Entram na Fase Preliminar                                                               | Entram na Primeira Fase | Entram na Segunda Fase | Entram na Terceira Fase | Entram na Quarta Fase |
| USCS/USASA/USSSA 1 time/2 times/1 time                                                  | NPSL/PDL/USASA 12 times/19 times/9 times | USL 21 times | NASL 9 times | MLS 17 times |
| US Club Soccer - San Francisco City FC USASA - Cal FC - KC Athletics USSSA - Harpo's FC | NPSL - Brooklyn Italians - Chattanooga FC - Detroit City FC - FC Tacoma 253 - Fort Pitt FC Regiment - GBFC Thunder - Lansing United - Miami United FC - Sonoma County Sol - Tulsa Athletics - Upward Stars - Virginia Beach City FC PDL - AC Connecticut - Burlingame Dragons FC - BYU Cougars - Des Moines Menace - FC Tucson - Golden State Misioneros FC - Jersey Express S.C. - Kitsap Pumas - Laredo Heat - Long Island Rough Riders - Michigan Bucks - Midland/Odessa Sockers - Ocala Stampede - Reading United AC - Seacoast United Phantoms - SW Florida Adrenaline - Ventura County Fusion - West Virginia Chaos - Western Mass Pioneers USASA - Chula Vista FC - GPS Massachusetts - Greek American AA - Madison Fire - Maryland Bays - NTX Rayados - PSA Elite - RWB Adria - Triangle Brigade | - Arizona United SC - Austin Aztex - Charleston Battery - Charlotte Independence - Colorado Springs Switchbacks FC - Harrisburg City Islanders - LA Galaxy II - Louisville City FC - New York Red Bulls II - Oklahoma City Energy FC - Orange County Blues FC - Pittsburgh Riverhounds - Portland Timbers 2 - Real Monarchs - Richmond Kickers - Rochester Rhinos - Sacramento Republic FC - Saint Louis FC - Seattle Sounders FC 2 - Tulsa Roughnecks - Wilmington Hammerheads FC | - Atlanta Silverbacks - Carolina RailHawks - Fort Lauderdale Strikers - Indy Eleven - Jacksonville Armada FC - Minnesota United FC - New York Cosmos - San Antonio Scorpions FC - Tampa Bay Rowdies | - Chicago Fire - Colorado Rapids - Columbus Crew - FC Dallas - D.C. United - Houston Dynamo - LA Galaxy - New England Revolution - New York City FC - New York Red Bulls - Orlando City SC - Philadelphia Union - Portland Timbers - Real Salt Lake - San Jose Earthquakes - Seattle Sounders FC - Sporting Kansas City |

## Primeira fase
| Equipe 1           | Total | Equipe 2     |
| ------------------ | ----- | ------------ |
| San Francisco City | 1–2   | Cal FC       |
| Harpo's FC         | 2–0   | KC Athletics |

### Resultados
| 25 de abril | San Francisco City | 1 – 2     | Cal FC                               | Kezar Stadium, São Francisco |
|             | Mendoza 76'        | Relatório | 48' (pen) Cummings · 87' (pen) Bravo | Árbitro: Michael Samaan      |

| 25 de abril | Harpo's FC                 | 2 – 0     | KC Athletics | Dick's Sporting Goods Park, Commerce City |
|             | Campbell 60' · Wheeler 70' | Relatório |              | Árbitro: Karen Abt                        |

## Fase final

### Esquema
Em negrito as equipes classificadas para a próxima fase.
|  | Oitavas de final       | Oitavas de final         |                    |       | Quartas de final | Quartas de final |  |  | Semifinais | Semifinais |  |  | Final | Final |
|  |                        |                          |                    |       |                  |                  |  |  |            |            |  |  |       |       |
|  |                        |                          |                    |       |                  |                  |  |  |            |            |  |  |       |       |
|  |                        |                          |                    |       |                  |                  |  |  |            |            |  |  |       |       |
|  | New York Red Bulls     | 4                        |                    |       |                  |                  |  |  |            |            |  |  |       |       |
|  | New York Red Bulls     | 4                        |                    |       |                  |                  |  |  |            |            |  |  |       |       |
|  | New York Cosmos        | 1                        |                    |       |                  |                  |  |  |            |            |  |  |       |       |
|  | New York Cosmos        | 1                        | New York Red Bulls | 1 (3) |                  |                  |  |  |            |            |  |  |       |       |
|  |                        |                          | New York Red Bulls | 1 (3) |                  |                  |  |  |            |            |  |  |       |       |
|  |                        | Philadelphia Union (pen) | 1 (4)              |       |                  |                  |  |  |            |            |  |  |       |       |
|  | Philadelphia Union     | Philadelphia Union (pen) | 1 (4)              | 2     |                  |                  |  |  |            |            |  |  |       |       |
|  | Philadelphia Union     |                          |                    | 2     |                  |                  |  |  |            |            |  |  |       |       |
|  | D.C. United            | 1                        |                    |       |                  |                  |  |  |            |            |  |  |       |       |
|  | D.C. United            | 1                        | Philadelphia Union | 1     |                  |                  |  |  |            |            |  |  |       |       |
|  |                        |                          | Philadelphia Union | 1     |                  |                  |  |  |            |            |  |  |       |       |
|  |                        | Chicago Fire             | 0                  |       |                  |                  |  |  |            |            |  |  |       |       |
|  | Chicago Fire           | Chicago Fire             | 0                  | 3     |                  |                  |  |  |            |            |  |  |       |       |
|  | Chicago Fire           |                          |                    | 3     |                  |                  |  |  |            |            |  |  |       |       |
|  | Charlotte Independence | 1                        |                    |       |                  |                  |  |  |            |            |  |  |       |       |
|  | Charlotte Independence | 1                        | Chicago Fire       | 3     |                  |                  |  |  |            |            |  |  |       |       |
|  |                        |                          | Chicago Fire       | 3     |                  |                  |  |  |            |            |  |  |       |       |
|  |                        | Orlando City             | 1                  |       |                  |                  |  |  |            |            |  |  |       |       |
|  | Orlando City           | Orlando City             | 1                  | 2     |                  |                  |  |  |            |            |  |  |       |       |
|  | Orlando City           |                          |                    | 2     |                  |                  |  |  |            |            |  |  |       |       |
|  | Columbus Crew          | 0                        |                    |       |                  |                  |  |  |            |            |  |  |       |       |
|  | Columbus Crew          | 0                        | Philadelphia Union | 1 (6) |                  |                  |  |  |            |            |  |  |       |       |
|  |                        |                          | Philadelphia Union | 1 (6) |                  |                  |  |  |            |            |  |  |       |       |
|  |                        | Kansas City (pen)        | 1 (7)              |       |                  |                  |  |  |            |            |  |  |       |       |
|  | Kansas City            | Kansas City (pen)        | 1 (7)              | 6     |                  |                  |  |  |            |            |  |  |       |       |
|  | Kansas City            |                          |                    | 6     |                  |                  |  |  |            |            |  |  |       |       |
|  | FC Dallas              | 2                        |                    |       |                  |                  |  |  |            |            |  |  |       |       |
|  | FC Dallas              | 2                        | Kansas City        | 3     |                  |                  |  |  |            |            |  |  |       |       |
|  |                        |                          | Kansas City        | 3     |                  |                  |  |  |            |            |  |  |       |       |
|  |                        | Houston Dynamo           | 1                  |       |                  |                  |  |  |            |            |  |  |       |       |
|  | Houston Dynamo         | Houston Dynamo           | 1                  | 1     |                  |                  |  |  |            |            |  |  |       |       |
|  | Houston Dynamo         |                          |                    | 1     |                  |                  |  |  |            |            |  |  |       |       |
|  | Colorado Rapids        | 0                        |                    |       |                  |                  |  |  |            |            |  |  |       |       |
|  | Colorado Rapids        | 0                        | Kansas City        | 3     |                  |                  |  |  |            |            |  |  |       |       |
|  |                        |                          | Kansas City        | 3     |                  |                  |  |  |            |            |  |  |       |       |
|  |                        | Real Salt Lake           | 1                  |       |                  |                  |  |  |            |            |  |  |       |       |
|  | Real Salt Lake         | Real Salt Lake           | 1                  | 2     |                  |                  |  |  |            |            |  |  |       |       |
|  | Real Salt Lake         |                          |                    | 2     |                  |                  |  |  |            |            |  |  |       |       |
|  | Portland Timbers       | 0                        |                    |       |                  |                  |  |  |            |            |  |  |       |       |
|  | Portland Timbers       | 0                        | Real Salt Lake     | 1     |                  |                  |  |  |            |            |  |  |       |       |
|  |                        |                          | Real Salt Lake     | 1     |                  |                  |  |  |            |            |  |  |       |       |
|  |                        | Los Angeles Galaxy       | 0                  |       |                  |                  |  |  |            |            |  |  |       |       |
|  | San José Earthquakes   | Los Angeles Galaxy       | 0                  | 0     |                  |                  |  |  |            |            |  |  |       |       |
|  | San José Earthquakes   |                          |                    | 0     |                  |                  |  |  |            |            |  |  |       |       |
|  | Los Angeles Galaxy     | 1                        |                    |       |                  |                  |  |  |            |            |  |  |       |       |
|  | Los Angeles Galaxy     | 1                        |                    |       |                  |                  |  |  |            |            |  |  |       |       |

### Oitavas de final
| 1 de julho | New York Red Bulls                                     | 4 – 1     | New York Cosmos | Red Bull Arena, Harrison           |
|            | Zizzo 5' · Abang 42' · Kljestan 54' (pen) · Grella 90' | Relatório | 16' Mkosana     | Público: 11 442 Árbitro: Ted Unkel |

| 30 de junho | Philadelphia Union     | 2 – 1     | D.C. United | PPL Park, Chester                     |
|             | Ayuk 56' · Fabinho 79' | Relatório | 27' Arrieta | Público: 7 000 Árbitro: Fotis Bazakos |

| 30 de junho | Chicago Fire               | 3 – 1     | Charlotte Independence | Toyota Park, Bridgeview                |
|             | Magee 37' 82' · Palmer 50' | Relatório | 5' Zahorski            | Público: 3 617 Árbitro: Alex Chilowicz |

| 30 de junho | Orlando City         | 2 – 0     | Columbus Crew | Citrus Bowl, Orlando                   |
|             | Kaká 21' · Rivas 35' | Relatório |               | Público: 13 684 Árbitro: Mark Kadlecik |

| 1 de julho | Kansas City                                   | 6 – 2     | FC Dallas                | Sporting Park, Kansas City             |
|            | Dwyer 5' 30' 41' (pen) 59' · Németh 45+1' 59' | Relatório | 62' Barrios · 73' Acosta | Público: 19 113 Árbitro: Robert Sibiga |

| 30 de junho | Houston Dynamo | 1 – 0     | Colorado Rapids | BBVA Compass Stadium, Houston        |
|             | Manotas 43'    | Relatório |                 | Público: 2 479 Árbitro: Nima Saghafi |

| 1 de julho | Real Salt Lake                          | 2 – 0     | Portland Timbers | Rio Tinto Stadium, Sandy                    |
|            | Jaime 54' · Morales 71' (Pênalti), pen' | Relatório |                  | Público: 15 840 Árbitro: Jose Carlos Rivero |

| 1 de julho | San José Earthquakes | 0 – 1     | Los Angeles Galaxy | Avaya Stadium, San José                |
|            |                      | Relatório | 6' Villarreal      | Público: 13 329 Árbitro: Allen Chapman |

### Quartas de final
| 21 de julho | New York Red Bulls | 1 – 1     | Philadelphia Union | Red Bull Arena, Harrison |
|             | Sam 90+4'          | Relatório | 56' Ayuk           | Árbitro: Chris Penso     |

|                                             |       | Penalidades                                 |  |
| Wright-Phillips McCarty Grella Sam Kljestan | 3 – 4 | Williams Nogueira Edu Carreiro Aristeguieta |  |

| 22 de julho | Chicago Fire                    | 3 – 1     | Orlando City | Toyota Park, Bridgeview                 |
|             | Nyarko 3' · Igboananike 87' 90' | Relatório | 56' Larin    | Público: 4 723 Árbitro: Edvin Jurisevic |

| 21 de julho | Kansas City                            | 3 – 1     | Houston Dynamo | Sporting Park, Kansas City |
|             | Feilhaber 71' · Dwyer 86' · Németh 88' | Relatório | 59' Bruin      | Árbitro: Ted Unkel         |

| 14 de julho | Real Salt Lake | 1 – 0     | Los Angeles Galaxy | Rio Tinto Stadium, Sandy    |
|             | Maund 87'      | Relatório |                    | Árbitro: Jose Carlos Rivero |

### Semifinais
| 12 de agosto | Philadelphia Union | 1 – 0     | Chicago Fire | PPL Park, Chester    |
|              | Le Toux 74'        | Relatório |              | Árbitro: Juan Guzman |

| 12 de agosto | Kansas City                               | 3 – 1     | Real Salt Lake | Sporting Park, Kansas City  |
|              | Mustivar 35' · Feilhaber 80' · Németh 85' | Relatório | 24' García     | Árbitro: Armando Villarreal |

## Final
| 30 de setembro | Philadelphia Union | 1 – 1     | Kansas City | PPL Park, Chester                  |
| 19:00 (ETZ)    | Le Toux 23'        | Relatório | 65' Németh  | Público: 14 463 Árbitro: Ted Unkel |

|                                                          |       | Penalidades                                                 |  |
| Le Toux Nogueira Edu Barnetta Casey Lahoud Gaddis Wenger | 6 – 7 | Feilhaber Dwyer Németh Besler Nagamura Zusi Ellis Quintillà |  |

| Philadelphia Union | Kansas City |

## Premiação
| Lamar Hunt U.S. Open Cup de 2015 |
| -------------------------------- |
| Kansas City Campeão (3° título)  |